# P.P. Hammer
P.P. Hammer and his pneumatic weapon är ett spel som gavs ut till Amiga år 1991. P.P. Hammer är en kille med en stor borr. I spelet ska man styra P.P. Hammer, man får honom att borra upp block av mark (under dem hittar man skatter som krävs för att klara av nivån) och undvika fiender (som kan skada honom så att han förlorar ett av sina "liv") under en viss tid. Om tiden hinner ta slut innan han har nått målet förlorar han ett av sina "liv". Varje gång han förlorar ett "liv" måste han börja om nivån och – om han dessvärre inte har några "liv" kvar – börja om spelet.